# Sinus

Graf funkce sinus – sinusoida

Sinus v pravoúhlém trojúhelníku

Sinus je goniometrická funkce úhlu. Zapisuje se jako sin θ, kde θ je velikost úhlu. Pro ostré úhly je definována v pravoúhlém trojúhelníku jako poměr protilehlé odvěsny a přepony (nejdelší strany). Definici lze konzistentně rozšířit jak na všechna reálná čísla, tak i do oboru komplexních čísel.
Grafem funkce sinus v reálném oboru je sinusoida.

## Sinus na jednotkové kružnici

Sinus α na jednotkové kružnici

Animace zobrazuje funkci sinus (červeně) vykreslenou ze souřadnice y (červený bod) a k tomu náležící bod na jednotkové kružnici (zelený bod) pod úhlem θ.

Sinus se jednoduše definuje na jednotkové kružnici (kružnici se středem v počátku a s poloměrem 1): Je-li α úhel, který svírá rameno s kladnou poloosou x (orientovaný od kladné poloosy x proti směru hodinových ručiček), je sin α roven y-ové souřadnici průsečíku této kružnice s koncovým ramenem úhlu α, jinak řečeno, rovná se délce kolmice spuštěné z tohoto bodu na osu x.
Délce úsečky z počátku k patě této kolmice, přesněji (s ohledem na znaménko) x-ové souřadnici průsečíku jednotkové kružnice s koncovým ramenem úhlu α, je pak roven cos α. Poloměr, kolmice a tato úsečka tvoří pravoúhlý trojúhelník, pro nějž platí Pythagorova věta, takže také platí:
{\displaystyle (\sin \alpha )^{2}+(\cos \alpha )^{2}=1}.
Na jednotkové kružnici je také vidět, že sinus je v prvním a druhém kvadrantu nezáporný (≥ 0), kdežto ve třetím a čtvrtém nekladný (≤ 0). V prvním a čtvrtém kvadrantu je rostoucí, ve druhém a třetím klesající.
Protože zřejmě platí, že
{\displaystyle \sin \alpha =\sin(\alpha +k\cdot 2\pi )} (resp. {\displaystyle \sin(\alpha +k\cdot 360^{\circ }})),
kde {\displaystyle k} je libovolné celé číslo, lze funkci sinus rozšířit i na záporné úhly a konzistentně definovat jako funkci na celé množině reálných čísel. Sinusoida pak zhruba (při nekonečně dlouhé ojnici) popisuje například pohyb pístu ve válci spalovacího motoru.

## Sinus v reálném oboru
Reálná funkce reálné proměnné {\displaystyle y=\sin x} má následující vlastnosti (kde {\displaystyle k} je libovolné celé číslo):
- Definiční obor: {\displaystyle \mathbb {R} } (reálná čísla)
- Obor hodnot: {\displaystyle \langle -1;1\rangle }
- Rostoucí: v každém intervalu {\displaystyle \textstyle \left(-{\frac {1}{2}}\pi +2k\pi ;{\frac {1}{2}}\pi +2k\pi \right)}
- Klesající: v každém intervalu {\displaystyle \textstyle \left({\frac {1}{2}}\pi +2k\pi ;{\frac {3}{2}}\pi +2k\pi \right)}
- Maximum je {\displaystyle 1} (v bodech {\displaystyle \textstyle x={\frac {1}{2}}\pi +2k\pi })
- Minimum je {\displaystyle -1} (v bodech {\displaystyle \textstyle x=-{\frac {1}{2}}\pi +2k\pi })
- Derivace: {\displaystyle (\sin x)'=\cos x\,\!}
- Primitivní funkce: {\displaystyle \int \sin x\,\mathrm {d} x=-\cos x+C;C\in \mathbb {R} }
- Taylorova řada: {\displaystyle \sin x=x-{\frac {x^{3}}{3!}}+{\frac {x^{5}}{5!}}-{\frac {x^{7}}{7!}}+\ldots =\sum _{n=0}^{\infty }{\frac {(-1)^{n}x^{2n+1}}{(2n+1)!}}}
- Inverzní funkce (na intervalu {\displaystyle \langle -1;1\rangle } a oborem hodnot {\displaystyle \langle -{\frac {1}{2}}\pi ;{\frac {1}{2}}\pi \rangle }): arkus sinus (arcsin)
- Sinus doplňkového úhlu: {\displaystyle \sin({\frac {\pi }{2}}-x)=\cos x}
- Sinus dvojnásobného argumentu: {\displaystyle \sin 2x=2\sin x\cos x}
- Sinus polovičního argumentu: {\displaystyle \sin ^{2}x/2={\frac {1-\cos x}{2}}}
- délka sinusoidy (na intervalu periody): Navinutím grafu funkce {\displaystyle y=A\sin(x/r)} na válec o poloměru {\displaystyle r} vznikne elipsa o poloosách {\displaystyle r}, {\displaystyle {\sqrt {r^{2}+A^{2}}}}. Díky této transformaci lze k výpočtu použít četné nástroje pro obvod elipsy.
- funkce sinus:
  - je lichá
  - je omezená shora i zdola
  - je periodická s nejmenší periodou {\displaystyle 2\pi }
  - není prostá

## Sinus a kvadranty

Čtyři kvadranty kartézské soustavy souřadnic. Po jednotkové kružnici (obrázek vlevo) se pohybujeme proti směru hodinových ručiček a začínáme napravo (přechod žluté a hnědé barvy).

Pohybujeme se v kartézské soustavě souřadnic se čtyřmi kvadranty. Níže uvedená tabulka zobrazuje několik klíčových vlastností sinusové funkce dle konkrétního kvadrantu. Pro argumenty mimo tabulku lze vypočítat odpovídající informace pomocí periodicity funkce sinus.
| Kvadranty | Stupně          | Radiány       | Hodnota         | Hodnota sinu +/− |
| --------- | --------------- | ------------- | --------------- | ---------------- |
| I.        | 0° < x < 90°    | 0 < x < π/2   | 0 < sin(x) < 1  | +                |
| II.       | 90° < x < 180°  | π/2 < x < π   | 0 < sin(x) < 1  | +                |
| III.      | 180° < x < 270° | π < x < 3π/2  | −1 < sin(x) < 0 | −                |
| IV.       | 270° < x < 360° | 3π/2 < x < 2π | −1 < sin(x) < 0 | −                |

Následující tabulka uvádí základní hodnoty na hranicích kvadrantů:

Úhly jsou udávány ve stupních a radiánech spolu s odpovídajícím průsečíkem na jednotkové kružnici (cos (θ), sin (θ)).

| Stupně | Radiány | sin (x) |
| ------ | ------- | ------- |
| 0°     | 0       | 0       |
| 90°    | π/2     | 1       |
| 180°   | π       | 0       |
| 270°   | 3π/2    | −1      |

## Hodnoty sinus na jednotkové kružnici
Tabulka pro orientaci v jednotkové kružnici ve stupních a radiánech:
| x (úhel) | x (úhel) | x (úhel)           |
| -------- | -------- | ------------------ |
| Stupně   | Radiány  | Otočení v kružnici |
| 0°       | 0        | 0                  |
| 180°     | π        | 1/2                |
| 15°      | π/12     | 1/24               |
| 165°     | 11π/12   | 11/24              |
| 30°      | π/6      | 1/12               |
| 150°     | 5π/6     | 5/12               |
| 45°      | π/4      | 1/8                |
| 135°     | 3π/4     | 3/8                |
| 60°      | π/3      | 1/6                |
| 120°     | 2π/3     | 1/3                |
| 75°      | 5π/12    | 5/24               |
| 105°     | 7π/12    | 7/24               |
| 90°      | π/2      | 1/4                |

Tabulka hodnot po 90° v jednotkové kružnici:
| x ve stupních     | 0° | 90° | 180° | 270° | 360° |
| x v radiánech     | 0  | π/2 | π    | 3π/2 | 2π   |
| x po 1/4 kružnice | 0  | 1/4 | 1/2  | 3/4  | 1    |
| hodnota sin x     | 0  | 1   | 0    | −1   | 0    |

## Výpočty hodnot

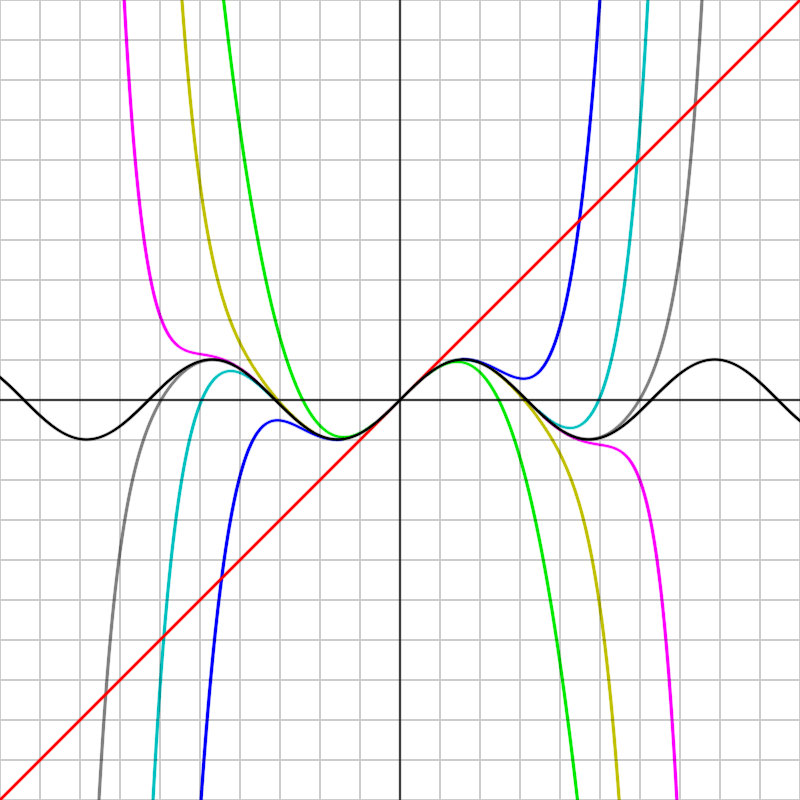
sin(x) a Taylorovy aproximace, polynomy stupně 1, 3, 5, 7, 9, 11 a 13.

Sinus, stejně jako ostatní goniometrické funkce, patří mezi tzv. transcendentální funkce, jejichž hodnoty nelze přímo vypočítat pomocí elementárních operací. Pro výpočty s goniometrickými funkcemi se používají počítače a vědecké kalkulátory, takže jejich hodnoty většinou není třeba počítat. Pro ruční výpočet se používaly tabulky, kde byly tyto hodnoty už vypočteny pro určité hodnoty úhlů, a pro mezilehlé hodnoty se používala interpolace. Pro výpočty například při tvorbě takových tabulek se používají nekonečné řady. V počítačích a kalkulátorech se hodnoty goniometrických funkcí obvykle aproximují pomocí snáze vypočítatelných hodnot obvykle Čebyševových polynomů nebo nekonečných řad (Taylorova řada)
Hodnoty goniometrických funkcí lze však přesně určit pro všechny násobky 60° a 45°, a to následujícím způsobem:
Mějme rovnoramenný pravoúhlý trojúhelník s délkami odvěsen a=b=1; úhly při přeponě jsou stejné a tedy rovné {\displaystyle \pi /4} (45°). Pak podle Pythagorovy věty:
{\displaystyle c={\sqrt {a^{2}+b^{2}}}={\sqrt {2}}}
a tedy ovšem
{\displaystyle \sin {\frac {\pi }{4}}=\cos {\frac {\pi }{4}}={\frac {\sqrt {2}}{2}}}
{\displaystyle {\mbox{tg}}{\frac {\pi }{4}}={\frac {\sqrt {2}}{\sqrt {2}}}=1}
Goniometrické funkce úhlů {\displaystyle \pi /3} radiánů (60°) a {\displaystyle \pi /6} radiánů (30°) se určí pomocí rovnostranného trojúhelníka se stranami délky 1. Všechny jeho úhly jsou rovny {\displaystyle \pi /3} radiánů (60°). Když ho rozdělíme na poloviny, získáme pravoúhlý trojúhelník s úhly o velikostech {\displaystyle \pi /6} a {\displaystyle \pi /3}. Jeho kratší odvěsna má délku {\displaystyle 1/2}, delší {\displaystyle {\sqrt {3}}/2} a přepona délku 1. Pak tedy:
{\displaystyle \sin {\frac {\pi }{6}}=\cos {\frac {\pi }{3}}={\frac {1}{2}}}
{\displaystyle \cos {\frac {\pi }{6}}=\sin {\frac {\pi }{3}}={\frac {\sqrt {3}}{2}}}
{\displaystyle {\mbox{tg}}{\frac {\pi }{6}}={\mbox{cotg}}{\frac {\pi }{3}}={\frac {1}{\sqrt {3}}}}

## Sinus v komplexním oboru
Funkce sinus je v komplexních číslech definována součtem řady
{\displaystyle \sin z=z-{\frac {z^{3}}{3!}}+{\frac {z^{5}}{5!}}-{\frac {z^{7}}{7!}}+\ldots =\sum _{n=0}^{\infty }{\frac {(-1)^{n}z^{2n+1}}{(2n+1)!}},}
která konverguje na celé komplexní rovině. Pro každá komplexní čísla {\displaystyle z}, {\displaystyle z_{1}} a {\displaystyle z_{2}} platí:
{\displaystyle \sin z={\frac {e^{iz}-e^{-iz}}{2i}},}
{\displaystyle \sin \left(z_{1}+z_{2}\right)=\sin z_{1}\cos z_{2}+\cos z_{1}\sin z_{2},}
{\displaystyle \sin iz=i\sinh z.\,}
Tyto vzorce plynou přímo z příslušných definičních mocninných řad daných funkcí. Sinus je na celé komplexní rovině jednoznačná holomorfní funkce.